# زن سرخ
«زن سرخ» یا «زن سرخ‌پوش» (انگلیسی: The Red Woman) قسمت نخست از فصل ششمِ مجموعهٔ تلویزیونیِ خیال‌پردازانهٔ بازی تاج‌وتخت و قسمت ۵۱ از کلِ این سریال است. فیلم‌نامه‌نویس‌های این قسمت دیوید بنیاف و دی. بی. وایس، و کارگردان آن جرمی پودسوا است. زن سرخ، لقب «ملیساندر» است. او در این قسمت از سریال، اندک‌اندک ایمان خود را نسبت به «خدای نور و روشنایی» از دست می‌دهد.

## فیلم‌برداری
«زن سرخ» توسط جرمی پودسوا کارگردانی شد. پودسوا پیش‌تر دو قسمت از فصل پنجم با عنوان‌های پسرک را بکش و تعظیم‌نکرده، زانونزده، شکست‌نخورده را کارگردانی کرده بود که قسمت دوم نامزد جایزه امی ساعات پربیننده برای بهترین کارگردانی در یک مجموعه درام شد.  بودجه فصل ششم نسبت به فصل‌های پیشین افزایش یافت، به‌طوری‌که هزینه متوسط هر قسمت بیش از ۱۰ میلیون دلار بود و مجموعاً حدود ۱۰۰ میلیون دلار برای کل فصل هزینه شد که رکوردی جدید برای این مجموعه به شمار می‌رود.
در رابطه با افشای پایانی که به ملیساندرا مربوط می‌شد، کارگردان قسمت اظهار داشت که تکنیکی مشابه با بدل بدن سرسی لنیستر در قسمت آمرزگاری مادر به کار گرفته شد، به این صورت که کاریس فن هاوتن پروتز برای چهره پوشیده بود و این چهره سپس روی بدن واقعی یک زن مسن قرار داده شد. پودسوا گفت: «ایده این بود که حالتی مبهم و نامشخص ایجاد شود که او ممکن است بسیار کهن‌سال باشد. ما با انتخاب استفاده از یک شخص واقعی به جای یک خلق کاملاً [رایانه‌ای] محدود بودیم. چون یک فرد ۴۰۰ ساله چه شکلی است؟ ما نمی‌دانیم. پس اگر بخواهید چنین چیزی را خلق کنید، در واقع چیزی فراتر از واقعیت شناخته‌شده‌مان خلق می‌کنید. در اینجا، شما حس می‌کنید که او بسیار پیر است بدون اینکه عدد مشخصی روی آن بگذاریم.»